# Podabrus yunishigawanus
Podabrus yunishigawanus is een keversoort uit de familie van de soldaatjes (Cantharidae). De wetenschappelijke naam van de soort werd in 2002 gepubliceerd door Takahashi.